# Macrophiothrix lampra
Macrophiothrix lampra är en ormstjärneart som beskrevs av Hubert Lyman Clark 1938. Macrophiothrix lampra ingår i släktet Macrophiothrix och familjen Ophiothrichidae. Inga underarter finns listade i Catalogue of Life.